# Un balcon sur la mer
Pour les articles homonymes, voir Balcon (homonymie).
Pour plus de détails, voir Fiche technique et Distribution.
Un balcon sur la mer est un film français réalisé par Nicole Garcia, sorti en 2010.

## Synopsis
Fin des années 1980. Marc, la quarantaine, marié, père de famille, vit à Aix-en-Provence, près de la Méditerranée. Agent immobilier dans l'agence de son beau-père, il mène une vie tranquille. Alors qu'il fait visiter une maison à vendre, il croise une femme qui veut acheter cette maison pour le compte d’un marchand de biens et dont le visage lui semble familier.
Le soir, il pense qu'il s'agit de Cathy, son amour d'enfance, quittée à douze ans lorsque sa famille dut fuir Oran, dans les années 1960, en pleine guerre d'Algérie. Troublé par cette rencontre, il se remémore son amour d'enfance, il la revoit et passe une tendre nuit avec elle dans un hôtel. Au matin, elle le quitte sans lui donner ses coordonnées, en lui disant simplement qu’ils se reverront le jour de la signature du compromis de vente chez le notaire. Ils se revoient ce jour-là mais après elle disparaît de nouveau, bien que lui ayant promis de le revoir à son hôtel.
Marc apprend entre-temps, de sa mère et sa sœur, que Cathy est morte avec son père dans un attentat, peu après son propre départ précipité vers la France avec ses parents, ce qui veut dire que la femme avec laquelle il vient de renouer ne peut pas être Cathy. Il mène son enquête, partagé entre espoir et doute, car il s’est de nouveau follement épris de celle qu’il croit être Cathy. Au fil de ses investigations, il découvre que « Cathy » est mêlée plus ou moins malgré elle à une opération immobilière frauduleuse montée par un des collègues de Marc.
Il s'avère qu'en réalité, la jeune femme était la meilleure amie de Cathy, Marie-Jeanne, qui était amoureuse de Marc lorsqu’ils étaient tous ensemble. Marc l'avait côtoyée, mais ignorée, car à l’époque il n’avait d’yeux que pour Cathy. Cette dernière est bien morte en Algérie, et la famille de Marc n'en avait rien dit à l’époque, pour ne pas attrister encore plus le jeune garçon qu'il était.
Quelques mois plus tard, alors que Marc est séparé de sa femme et vit seul, il revoit Marie-Jeanne (la fausse Cathy) qui lui avoue avoir toujours été amoureuse de lui et souffert en silence dans l’ombre. Elle n’a jamais dit être Cathy (c'était Marc qui en était persuadé) mais éprouvant encore de l’amour pour lui, elle n’a pas eu le courage de le détromper. Ils se revoient quelque temps plus tard et Marc lui dit qu’il va revenir sur les lieux de son enfance, mais elle avoue ne pas en avoir le courage. L'avant-dernière scène du film se déroule à Oran où Marc, en pleurs, revient sur la terrasse de l'immeuble où lui et Cathy, enfants, ont passé de tendres moments ensemble.

## Fiche technique
- Titre original : Un balcon sur la mer
- Réalisation : Nicole Garcia
- Scénario : Jacques Fieschi et Nicole Garcia, avec la collaboration de Frédéric Bélier-Garcia et Natalie Carter
- Image : Jean-Marc Fabre
- Musique : Stephen Warbeck
- Format : 35mm - Ratio 2,39:1 - Son : Stéréo
- Décors : Thierry Flamand
- Producteur délégué : Alain Attal
- Production : EuropaCorp / Les Productions du Trésor, en association avec les SOFICA Cinémage 4 et Cofinova 6
- Société de distribution : EuropaCorp Distribution (France)
- Pays d'origine :  France
- Genre : drame
- Durée : 105 minutes
- Tournage : Noves, Le Lavandou, Avignon, Nîmes, Nice, Oran...
- Dates de sortie : 
  - France : 15 décembre 2010
  - Belgique : 22 décembre 2010

## Distribution
- Jean Dujardin : Marc Palestro, agent immobilier qui vécut enfant à Oran
- Marie-Josée Croze : Marie-Jeanne Mandonato/Cathy, l'acheteuse de la propriété en laquelle Marc reconnaît son amour d'enfance
- Toni Servillo : Sergio Bartoli, collègue de Marc
- Michel Aumont : Robert Prat, le beau-père de Marc et patron de l'agence immobilière Le Pays d'Aix
- Sandrine Kiberlain : Clotilde Palestro, la femme prof de Marc, fille de Robert
- Claudia Cardinale : Mme Palestro, la mère de Marc
- Muriel Combeau : Ghislaine, la sœur de Marc
- Émilie Lafarge : Suzanne, la secrétaire de Prat
- Nadir Legrand : le père de Cathy
- Pauline Bélier : Emmanuelle Palestro dite Manouche, la fille de Marc et de Clotilde, âgée de onze ans
- Michel Benizri : Maître Arnoult, le notaire
- Jean Vincentelli : le vendeur de la bastide
- Jacques Valles : Jo Fuentes, un épicier-confiseur d'Oran à la retraite, le père de Marie-Jeanne
- Romain Millot : Marc Palestro enfant
- Solène Forveille : Cathy enfant
- Emma Maynadié : Marie-Jeanne Fuentes enfant
- Émilie Chesnais : Patricia
- Nicole Riston : Bridoux
- Éric Vastine : Vastine, l'agent immobilier
- Anju Allard : Ghislaine enfant
- Georges Neri : Fedida
- Richard Guedj : Sénéclause

## Accueil

### Réception critique
La réception critique du film a été globalement positive. Le Figaroscope y voit un film « à la Hitchcock » et « romanesque ». Le Parisien loue le « scénario magnifique » et relève « d'habiles flashbacks ».

## Autour du film
- Le nom du héros, Marc Palestro, évoque la ville de Palestro, ancien nom de Lakhdaria pendant la colonisation française, commune de Haute Kabylie en Algérie, ainsi que la bataille (1859) et l'embuscade (1956) du même nom.

- Le générique de début montre une place d’Oran nommée aujourd’hui place Abdelmalek Ramdane. On reconnaît aussi facilement les troncs d’arbres peints en blanc de l’avenue Loubet, maintenant avenue Larbi Tbessi[réf. souhaitée].
- La diffusion à la radio du tube C'est la ouate paru en octobre 1986, ainsi que les modèles de voitures vues dans les rues, permettent de situer l'action principale à partir de 1986-1987.
- A 4m54s, dans son bureau, Michel Aumont regarde un match de tennis sur terre battue. Jean Dujardin lui demande "Ils en sont à combien ?", Michel Aumont lui répond "6-3 6-3 pour Becker". Jean Dujardin répond "S'il gagne, il joue contre Wilander ?", Michel Aumont lui répond "Oui ou Noah". La scène a donc lieu le 3 juin 1987 lors du quart de finale Connors-Becker du Simple messieurs des Internationaux de France 1987[2].